# Эйлиг-Хем
Эйлиг-Хем (тув. Эйлиг-Хем) — село в Улуг-Хемского кожууне Республики Тыва России. Административный центр и единственный населённый пункт Эйлиг-Хемского сумона. Население 663 чел. (2021) .

## История
Согласно Закону Республики Тыва от 24 декабря 2010 года N 268 ВХ-I село возглавило образованное муниципальное образование Эйлиг-Хемский сумон.

## География
Село находится у впадения в Саяно-Шушенское водохранилище р. Эйлиг-Хем.
К селу административно относятся местечки (населённые пункты без статуса поселения): м. Алаак-Аразы, м. Бижиктиг-Сайыр, м. Биче-Буура, м. Буура-Бели, м. Буурелчин, м. Дон-Алаак, м. Ийис-Одек, м. Кара-Суг, м. Кара-Ыйгыл, м. Куйлйг-Хем, м. Кускун-Баары, м. Кызыл-Даш, м. Кыйыг, м. Мугур-Саадак, м. Онгерлиг-Чарык, м. Ооруг, м. Оргу-Шол, м. Ортаа-Хем, м. Орук-Кирер, м. Сайлыг-Кежии, м. Сарыг-Холчук, м. Согуналыг-Ой-Аксы, м. Суг-Бажы, м. Суг-Кежиг-Аксы, м. Телээ, м. Теректиг-Чарык, м. Тоштуг-Одек, м. Тулаа-Бажы, м. Угу-Эдер, м. Узун-Сайыр, м. Узун-сайыр-аксы, м. Хайыракан-Эдээ, м. Холчук, м. Чангыс-Шиви, м. Чинге-Даг-Ужу, м. Чылбаныр-Арт, м. Ыяш-Каар-Арт-Кыры, м. Эл-Кыры, м. Эъжим.
Уличная сеть
ул. 70 лет Октября, ул. Биче-кыс, ул. Быштак-оол, ул. Дружба, ул. Енисейская, ул. Зелёная, ул. Маадыр-оол, ул. Малчын, ул. Мира, ул. Найырал, ул. Новая, ул. Сельская, ул. Степная, ул. Таёжная.
Географическое положение
Расстояние до:
районного центра Шагонар: 19 км.
столицы республики Кызыл: 122 км.
Ближайшие населённые пункты
Кок-Чыраа 14 км, Шагонар 19 км, Алдыы-Шинаа 19 км, Арыг-Узю (Аргузун) 21 км, Арыскан 23 км, Чаа-Холь 25 км, Чодураа 30 км
климат
Эйлиг-Хем, как и весь Улуг-Хемский кожуун, приравнен к районам Крайнего Севера.

## Население
| 2002 | 2010 | 2011 | 2012 | 2013 | 2014 | 2015 |
| ---- | ---- | ---- | ---- | ---- | ---- | ---- |
| 499  | ↗656 | ↘653 | ↘643 | ↘633 | ↗637 | ↗645 |
| 2016 | 2017 | 2018 | 2019 | 2020 | 2021 |      |
| ↗647 | ↗667 | ↗679 | ↗680 | ↗684 | ↘663 |      |

Национальный состав
Согласно результатам переписи 2002 года, в национальной структуре населения тувинцы составляли 94 %

## Инфраструктура
отделение почтовой связи села Эйлиг-Хем
образование
экономика
Мини-цех по глубокой переработке ангорской шерсти с законченным технологическим циклом производит изделия из ангорской шерсти: платки, палантины, предметы одежды, аксессуары.
культура
сельский Дом культуры, открыт в 2017 году, 16 декабря
административная деятельность
Администрация села Эйлиг-Хем
Администрация Эйлиг-Хемского сумона

## Транспорт
Проселочные дороги.